# Mazatecochco de José María Morelos
Mazatecochco de José María Morelos är en kommun i Mexiko.   Den ligger i delstaten Tlaxcala, i den sydöstra delen av landet, 100 km öster om huvudstaden Mexico City. Antalet invånare är 9 740.
Följande samhällen finns i Mazatecochco de José María Morelos:
- Mazatecochco